# Juan Riephoff
Juan Riephoff (Montevideo, Uruguay, 27 de febrero de 1922-12 de septiembre de 2019) fue un futbolista de Uruguay que jugó en la posición de centrocampista.

## Carrera

### Club
| Periodo   | Club              |
| --------- | ----------------- |
| 1940-1941 | Rampla Juniors    |
| 1942-1943 | Chacarita Juniors |
| 1944-1947 | Rampla Juniors    |
| 1948-1951 | Peñarol           |

### Selección nacional
Jugó para Uruguay en 21 ocasiones de 1940 a 1948 y anotó cuatro goles; participó en cuatro ediciones de la Copa América.

## Logros
- Primera División de Uruguay (2): 1949, 1951
- Segunda División de Uruguay (1): 1944
- Torneo de Honor (3): 1949, 1950, 1951
- Torneo de Competencia (2): 1949, 1951